# Willem II in het seizoen 1969/70
Het seizoen 1969/1970 was het 16e jaar in het bestaan van de Tilburgse betaaldvoetbalclub Willem II. De club kwam uit in de Nederlandse Eerste divisie en eindigde daarin op de zesde plaats. Tevens deed de club mee aan het toernooi om de KNVB Beker, hierin werd in de tweede ronde, na verlenging, verloren van Elinkwijk (0–1).

## Wedstrijdstatistieken

### Eerste divisie
|       | Blauw-Wit | FC Den Bosch '67 | SC Cambuur | D.F.C. | Elinkwijk | Excelsior | Fortuna | Fortuna SC | De Graafschap | Helmond Sport | Heracles | HVC   | RCH   | Veendam | Vitesse | Volendam | De Volewijckers |
| ----- | --------- | ---------------- | ---------- | ------ | --------- | --------- | ------- | ---------- | ------------- | ------------- | -------- | ----- | ----- | ------- | ------- | -------- | --------------- |
| Thuis | 0 – 0     | 0 – 0            | 4 – 0      | 1 – 2  | 0 – 3     | 1 – 0     | 4 – 1   | 1 – 1      | 2 – 1         | 1 – 0         | 2 – 1    | 0 – 0 | 2 – 1 | 2 – 0   | 3 – 1   | 1 – 0    | 2 – 0           |
| Uit   | 3 – 3     | 3 – 0            | 3 – 1      | 0 – 2  | 1 – 3     | 1 – 0     | 0 – 0   | 2 – 0      | 0 – 0         | 1 – 2         | 1 – 1    | 2 – 1 | 0 – 0 | 2 – 1   | 2 – 1   | 5 – 0    | 0 – 1           |

### KNVB beker
| 1e ronde                                          | Helmond Sport        | 0 – 2 (0 – 0)       | Willem II                       |
| 19 oktober 1969 Plaats: Helmond De Braak          |                      |                     | 57', 80' (pen.) Gerrie Deijkers |
| 2e ronde                                          | Elinkwijk            | 1 – 0 Na verlenging | Willem II                       |
| 1 maart 1970 Plaats: Utrecht Amsterdamsestraatweg | Jan Groenendijk 112' |                     |                                 |

## Statistieken Willem II 1969/1970

### Eindstand Willem II in de Nederlandse Eerste divisie 1969 / 1970
| Stand | Gespeeld | Gewonnen | Gelijk | Verloren | Punten | Doelpunten voor | Doelpunten tegen |
| ----- | -------- | -------- | ------ | -------- | ------ | --------------- | ---------------- |
| 6e    | 34       | 15       | 9      | 10       | 39     | 42              | 37               |

### Topscorers
| #                    | Naam              | Goal |
| -------------------- | ----------------- | ---- |
| 1.                   | Gerrie Deijkers   | 24   |
| 2.                   | Dom Hakkens       | 6    |
| 3.                   | Piet Timmermans   | 3    |
| 4.                   | Gerrit Laros      | 2    |
| 4.                   | Rini Mettes       | 2    |
| 6.                   | Ton Basters       | 1    |
| 6.                   | Max van Os        | 1    |
| 6.                   | Bohumil Richtrmoc | 1    |
| Onbekende doelpunten |                   |      |
| –                    | Onbekend          | 2    |
| Totaal               | Totaal            | 42   |

| #      | Naam            | Goal |
| ------ | --------------- | ---- |
| 1.     | Gerrie Deijkers | 2    |
| Totaal | Totaal          | 2    |